# Dudești (okręg Hunedoara)
Dudești – wieś w Rumunii, w okręgu Hunedoara, w gminie Luncoiu de Jos. W 2011 roku liczyła 73 mieszkańców.